# Kryptonit
Kryptonit (v anglickém originále kryptonite) je fiktivní chemický prvek, který byl dlouhou dobu jediným prostředkem, jak omezit schopnosti Supermana. Původně Kryptonit pocházel z planety Krypton a byl velmi vzácný. Později jej bylo možné připravit i synteticky. Po příběhu Krize nekonečných Zemí (Crisis on Infinite Earths) se množství kryptonitu na Zemi radikálně snížilo a změnily se i některé jeho vlastnosti.
Způsob využití je vysvětlen radioaktivitou, která je pro Supermana destruktivní. Do Krize nekonečných Zemí neměl kryptonit na člověka vliv. Po Krizi nekonečných Zemí jeho nositelé zjišťují, že je vysoce karcinogenní.

## Symbolika
Kryptonit je Achilovou patou v nadlidské a nezničitelné postavě Supermana, čímž se autorům podařilo docílit zranitelnosti této postavy. Kryptonit je způsobem jak pomoci k ztotožnění se s hrdinou. Většina nezranitelných typů superhrdinů má podobný element jako je kryptonit pro Supermana.

## Typy kryptonitu
- Zelený kryptonit – je nejrozšířenější formou. Jeho působení způsobuje Supermanovi bolesti a ztrátu schopností. Předpokládá se, že dlouhodobé působení zeleného kryptonitu by mělo fatální následky. Pochází z úlomků planety Krypton. Po opuštění prostoru s kryptonitem se schopnosti vracejí k normálu.
- Červený kryptonit – nepůsobí na schopnosti, ale na osobnost. Při jeho působení Superman zapomíná na svůj morální kodex a chová se buď lhostejně či je naopak násilnický a krutý. Jeho působení přetrvává déle a může působit skrytě.
- Zlatý kryptonit – způsobuje degeneraci, rychlé stárnutí a u dětí z Kryptonu trvalou ztrátu superschopností.
- Modrý kryptonit – obyvatelům Kryptonu odebírá schopnosti.
- Černý kryptonit – způsobuje rozdvojení osobnosti obyvatelů Kryptonu.
- Stříbrný kryptonit – vyvolává paranoidní stavy.
- Hnědý kryptonit – je způsoben formou omamných látek, které požívá Batman. Dá se říci, že je vzácný a nedostupný.

## Kryptonit ve filmu a televizi
Ve filmech Superman a Superman se vrací má Lex Luthor k dispozici zelený kryptonit. Kryptonit v seriálu Smallville kromě destruktivního působení na schopnosti Clarka Kenta vytváří různé mutace i na lidech, kteří jsou vystaveni jeho dlouhodobému působení. V seriálu se poprvé objevil i černý a stříbrný kryptonit.